# Trichopoda subcilipes
Trichopoda subcilipes là một loài ruồi trong họ Tachinidae.